# Kanton Nasbinals
Kanton Nasbinals (francouzsky Canton de Nasbinals) je francouzský kanton v departementu Lozère v regionu Languedoc-Roussillon. Tvoří ho šest obcí.

## Obce kantonu
- Grandvals
- Malbouzon
- Marchastel
- Nasbinals
- Prinsuéjols
- Recoules-d'Aubrac